# 奥布球场
奥布球場 （法語：Stade de l'Aube）是一座位於法國特魯瓦多功能體育場。目前主要用於足球比賽，並且是法國足球甲級聯賽球隊特魯瓦體育會的主場球場。球場容納人數目前可容納20,400人，並曾經歷1956年與2004年兩次翻修。
2013年7月，奥布球場首次使用AirFibr混合草皮，成為世界上首座使用AirFibr混合草皮的體育場，該草皮技術是由法國公司研發。